# Muławski Dwór
Muławski Dwór (niem. Muhlackshof) – osada w Polsce położona w województwie warmińsko-mazurskim, w powiecie kętrzyńskim, w gminie Kętrzyn.
Miejscowość wchodzi w skład sołectwa Sławkowo. Osada położona jest przy drodze Windykajmy – Pręgowo.
Osada powstała w XIX w. W latach 1975–1998 miejscowość administracyjnie należała do województwa olsztyńskiego.